# 阿萊克斯·博爾特
阿萊克斯·博爾特（英語：Alex Bolt；1993年1月5日—）是一位澳大利亞職業網球選手。他迄今為止單打世界最高排名是第164位，雙打最高世界排名是93位。2017年1月，在經過9個月的傷病康復之後，他重返賽場，並且參加了澳大利亞網球公開賽，這是他首次在大滿貫賽事出場。

## 外部連結
阿萊克斯·博爾特（英文/西班牙文）的官方資料